# Emoponto
Emoponto (anteriormente conhecida como Emo.) foi uma banda de rock brasileira, formada em 2001 no Rio de Janeiro. A formação original do grupo incluía o vocalista e guitarrista Eduardo Tuirow, o guitarrista Marcelão, o baixista Juca Rocha e o baterista Daniel Ferro. A banda encerrou suas atividades em 2007, mas retornou em 2020 para uma rápida turnê de 20 anos.
No dia 29 de outubro de 2009, o guitarrista Marcelão morreu aos 30 anos em um acidente de escalada no Rio de Janeiro.

## História
Em dezembro de 1998, Daniel Ferro e Carlos Sagaz se conheceram em um show da banda também carioca Los Hermanos, que tocavam no festival Superdemo na Fundição Progresso e decidiram tocar juntos, passando a ensaiar na casa de Daniel na Barra da Tijuca, onde Daniel tocava bateria, Carlos cantava e tocava guitarra e ainda se juntou o baixista Bjorn Hovland. Nesta época o grupo foi batizado de Boba Fett, em referência ao personagem da série Star Wars, e realizou seu primeiro show em fevereiro de 1999, no Garage, zona norte do Rio de Janeiro, tocando covers de Los Hermanos, Planet Hemp, Matanza, entre outros. Haviam se juntado a eles guitarrista Marcelão e o baixista Juca Rocha.
Ainda em 1999, Carlos saiu para fazer intercâmbio em Portugal e Daniel convidou Eduardo Tuirow, seu calouro de Comunicação Social na faculdade PUC-RJ, para assumir como vocalista e guitarrista. Em 2001, a fim de profissionalizar a banda, os integrantes deixaram seus trabalhos para focar 100% na música e a banda mudou o nome para Emoponto, uma referência a faixa 10 do álbum Dude Ranch, da banda Blink-182. A banda gravou duas demos, disponibilizando suas canções nos sites MP3.com e Tramavirtual, atingindo as primeiras posições dos rankings em ambos.  Com a repercussão das demos, o grupo iniciou contatos com gravadoras grandes através de Digão, guitarrista dos Raimundos, que ouviu as gravações do grupo e achou que a banda poderia ir bem no mercado major. Em 2003, a banda assinou com a EMI, sob direção de Jorge Davidson, responsável pela assinatura de bandas como Legião Urbana e Os Paralamas do Sucesso.

### Melhores Dias
A banda lançou seu primeiro álbum em 2004 pela EMI, intitulado Melhores Dias, produzido por Dado Villa-Lobos, guitarrista da Legião Urbana. O álbum traz 14 faixas, metade das músicas compostas por canções já lançadas em demos, entre elas, "Seu Retrato" e "Primeira Emoção".
O álbum acabou tendo seu lançamento sufocado por problemas internos dentro da gravadora. Na mesma semana de lançamento do álbum, a presidência da EMI foi trocada, levando a uma paralisação das ações de marketing da empresa, afetando diretamente o planejamento previsto para a divulgação do álbum.
Com o problema perdurando por meses, a banda pediu rescisão de contrato com a EMI, comprando toda a prensagem de 4 mil cópias do álbum e decidiu cair na estrada novamente, divulgando o álbum de forma independente.
Em 2005, a banda fez 96 shows por 11 estados brasileiros divulgando seu álbum de estréia. Um vídeo documental sobre a turnê foi lançado no canal oficial da banda pelo YouTube.

### Incondicionale saída de Juca Rocha
Em 2006, como o crescimento da base de fãs, a banda lançou seu segundo álbum, Incondicional, agora pelo selo Breta Music, com a distribuição da Universal Music e com a produção de Carlo Bartolini. A canção "Rádio" foi escolhida como primeiro single de trabalho do álbum. Destaque para as regravações de "Mais Uma Vez", gravada originalmente no álbum Melhores Dias, e "Apenas Mais Uma de Amor", de Lulu Santos.
Após este álbum, o baixista Juca Rocha decidiu deixar a banda em termos amigáveis, dando lugar a Ingo Duarte, irmão de Carlos Sagaz, que formou o embrião do grupo junto com Daniel Ferro em 1998.

### Fim da banda, reuniões e morte de Marcelão
Em janeiro de 2007, a banda anunciou que encerraria suas atividades até o final do ano. Foi prometido um novo álbum e uma turnê de despedida, com 48 shows realizados até o último que ocorreu em dezembro daquele ano, na Matriz, em Belo Horizonte. 
O último álbum da banda, Trilogia: Parte III, foi lançado em 2008, após a separação da banda, por meio do site Trama Virtual.
Em 2009, a banda se reuniu como trio para dois shows em Curitiba e Londrina, ambas no Paraná, convidados especiais pela banda gaúcha Fresno, amigos de longa data, que na época lançavam seu primeiro DVD, intitulado O Outro Lado da Porta, dirigido pelo baterista do Emoponto, Daniel Ferro.
No dia 29 de outubro de 2009, o guitarrista Marcelão faleceu aos 30 anos em um acidente de escalada no Rio de Janeiro.
Em 2011, o grupo retornou aos palcos apenas para duas apresentações no Rio de Janeiro, sem previsão de mais projetos pela frente.
Em 2020, a banda anunciou seu retorno aos palcos e iniciou uma série de lançamentos de compilações e outras raridades da banda nas plataformas digitais para comemorar os 20 anos de carreira da banda.

## Integrantes

#### Última formação
- Eduardo Tuirow – voz principal, guitarra (2001–2007; 2020–2021)
- Juca Rocha – baixo, vocal de apoio (2001–2006; 2020–2021)
- Daniel Ferro – bateria (2001–2007; 2020–2021)

#### Ex-integrantes
- Marcelão – guitarra, vocal de apoio (2001–2007; morreu em 2009)
- Ingo Duarte – baixo, vocal de apoio (2006–2007)

## Discografia

#### Álbuns de estúdio
- (2004) Melhores Dias
- (2006) Incondicional
- (2008) Trilogia - Parte III

#### Singles
| Ano  | Título                         | Álbum                         |
| ---- | ------------------------------ | ----------------------------- |
| 2004 | "Primeira Emoção"              | Melhores Dias                 |
| 2004 | "Seu Retrato"                  | Melhores Dias                 |
| 2005 | "Mais Uma Vez"                 | Melhores Dias                 |
| 2005 | "Deixa Partir"                 | Melhores Dias                 |
| 2006 | "Quando a Chuva Cair"          | Melhores Dias                 |
| 2006 | "Rádio"                        | Incondicional                 |
| 2006 | "Apenas Mais uma de Amor"      | Incondicional                 |
| 2007 | "1000km/h"                     | Incondicional                 |
| 2007 | "Tristes Canções"              | Não adicionado à nenhum álbum |
| 2007 | "Essa Música é Minha"          | Trilogia - Parte III          |
| 2020 | "Natal" (part. Lucas Silveira) | Não adicionado à nenhum álbum |